# Silver Creek (Misuri)
Silver Creek es una villa ubicada en el condado de Newton en el estado estadounidense de Misuri. En el Censo de 2010 tenía una población de 623 habitantes y una densidad poblacional de 299,55 personas por km².

## Geografía
Silver Creek se encuentra ubicada en las coordenadas 37°2′19″N 94°28′10″O / 37.03861, -94.46944. Según la Oficina del Censo de los Estados Unidos, Silver Creek tiene una superficie total de 2.08 km², de la cual 2.07 km² corresponden a tierra firme y (0.5%) 0.01 km² es agua.

## Demografía
Según el censo de 2010, había 623 personas residiendo en Silver Creek. La densidad de población era de 299,55 hab./km². De los 623 habitantes, Silver Creek estaba compuesto por el 95.35% blancos, el 0% eran afroamericanos, el 2.09% eran amerindios, el 0% eran asiáticos, el 0% eran isleños del Pacífico, el 0.96% eran de otras razas y el 1.61% pertenecían a dos o más razas. Del total de la población el 1.93% eran hispanos o latinos de cualquier raza.